# Baie des Ravins
Die Baie des Ravins (französisch für Schluchtenbucht, englisch Ravin Bay) ist eine kleine Bucht an der Küste des ostantarktischen Adelielands. Sie liegt zwischen dem Kap Pépin und der Mündung des Français-Gletschers.
Teilnehmer der dritten französischen Antarktisexpedition (1837–1840) unter der Leitung des Polarforschers Jules Dumont d’Urville entdeckten die Bucht 1840. D’Urville benannte sie nach ihrer Erscheinung im Küstenverlauf.